# Estación de Kiev (Moscú)
La estación de Kíyevsky (en ruso: Киевский вокзал) es una estación de ferrocarril de Moscú, Rusia. El edificio, de estilo neoclásico, fue construido entre 1914 y 1918 y hasta 1934 fue conocida como la estación de Briansk. Como su nombre indica, la estación tiene conexiones regulares con Kiev y ciudades como Belgrado, Zagreb, Varna, Bucarest, Sofía, Niš, Budapest, Praga, Viena y Venecia. La terminal está conectada con las estaciones Kíevskaya, Filyóvskaya y Arbatsko-Pokróvskaya del metro de Moscú.

## Historia
La decisión de construir la estación de tren de Kíyevsky fue tomada en 1912, el año del centenario de la batalla de Borodino. Dada la ubicación de la estación, al comienzo de la carretera de Moscú a Borodinó, y la descarga de los flujos de tráfico, a petición de las autoridades municipales, en la estación se construyó en primer lugar el puente Borodinsky (obra del arquitecto Román Klein).
La estación fue edificada entre 1914 y 1918 en un estilo neoclásico, con una torre de reloj de 51 metros de altura. La terminal fue llamada originalmente estación de Briansk y fue diseñada por Iván Rerberg y Vladímir Shújov. La edificación fue considerada un importante monumento arquitectónico y de ingeniería de la época. El concepto arquitectónico de la estación, en las salas de pintura y escultura monumental de relieve, está influenciado por temas de la Gran Guerra Patria de 1812. 
El edificio de la estación está junto al muelle; el espacio sobre la plataforma cubre un enorme cristal arqueado (321 m de longitud, anchura del rango de 47,9 m, altura 28 m y peso de las estructuras de más de 1250 m) en forma de una parábola. Las vigas de acero son perfectamente visibles y demuestran la elegancia del majestuoso edificio.

## Trenes y destinos

### Larga distancia
| Nº de tren | Nombre del tren                                                     | Destino | Operado por                                  |
| ---------- | ------------------------------------------------------------------- | --- | -------------------------------------------- |
| 001/002    | Stolichny Express (rus: Столичный Экспресс, ucr: Столичний Експрес) | Kiev (Central) | Ferrocarriles Rusos Ferrocarriles Ucranianos |
| 003/004    | Kiev (ucr: Київ)                                                    | Kiev (trenes: Bucarest, Sofia)                                                                                                 | Ferrocarriles Ucranianos                     |
| 005/006    | Ukrayina (ucr: Україна)                                             | Kiev | Ferrocarriles Ucranianos                     |
| 015/016    | Tisa (rus: Тиса)                                                    | Uzhhorod (Estación central) (trenes: Bratislava, Košice, Žilina, Zvolen, Budapest, Belgrado, Zagreb, Bar, Tesalónica, Venecia) | Ferrocarriles Rusos                          |
| 023/024    | Odesa (ucr: Одеса)                                                  | Odesa (trenes: Truskavets) | Ferrocarriles Ucranianos                     |
| 047/048    | Moldova (rum: Moldova)                                              | Chisináu | Calea Ferată din Moldova                     |
| 059/060    | Bolgaria-Express (rus: Болгария-Экспресс)                           | Sofía (trenes: Burgas, Varna)                                                                                                  | Ferrocarriles Rusos                          |
| 065/066    | Sodruzhestvo (rus: Содружество)                                     | Chisináu | Ferrocarriles Rusos                          |
| 077/078    | Volyn (ucr: Волинь)                                                 | Kovel | Ferrocarriles Ucranianos                     |
| 099/100    | Ivan Paristy (rus: Иван Паристый)                                   | Briansk | Ferrocarriles Rusos                          |
| 117/118    | Sumy (ucr: Суми)                                                    | Sumy | Ferrocarriles Ucranianos                     |

### Otros destinos
| País     | Destinos                             |
| -------- | ------------------------------------ |
| Rusia    | Briansk, Kaluga, Klimovo, Novozybkov |
| Ucrania  | Kiev, Lviv, Mykolaiv, Odessa         |
| Moldavia | Chisináu                             |

### Destinos suburbanos
Los trenes suburbanos de cercanías (elektrichka) conectan la estación de Kíyevsky con las localidades de Sólntsevo, Aprélevka, Naro-Fominsk (Nara), Balabánovo, Óbninsk, Maloyaroslavets y Kaluga.

### Conexiones al aeropuerto
La estación de Kíyevsky está conectada al Aeropuerto de Vnúkovo mediante los trenes Aeroexpress.

## Imágenes

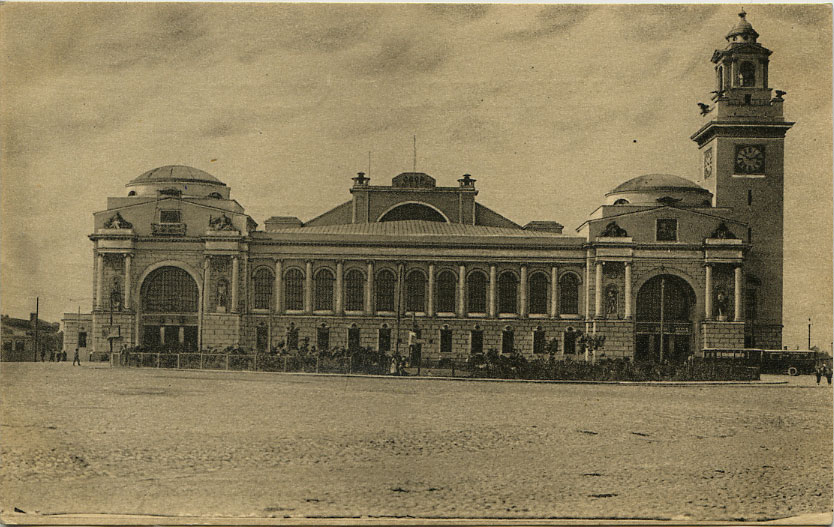
Imagen de la estación en 1917.
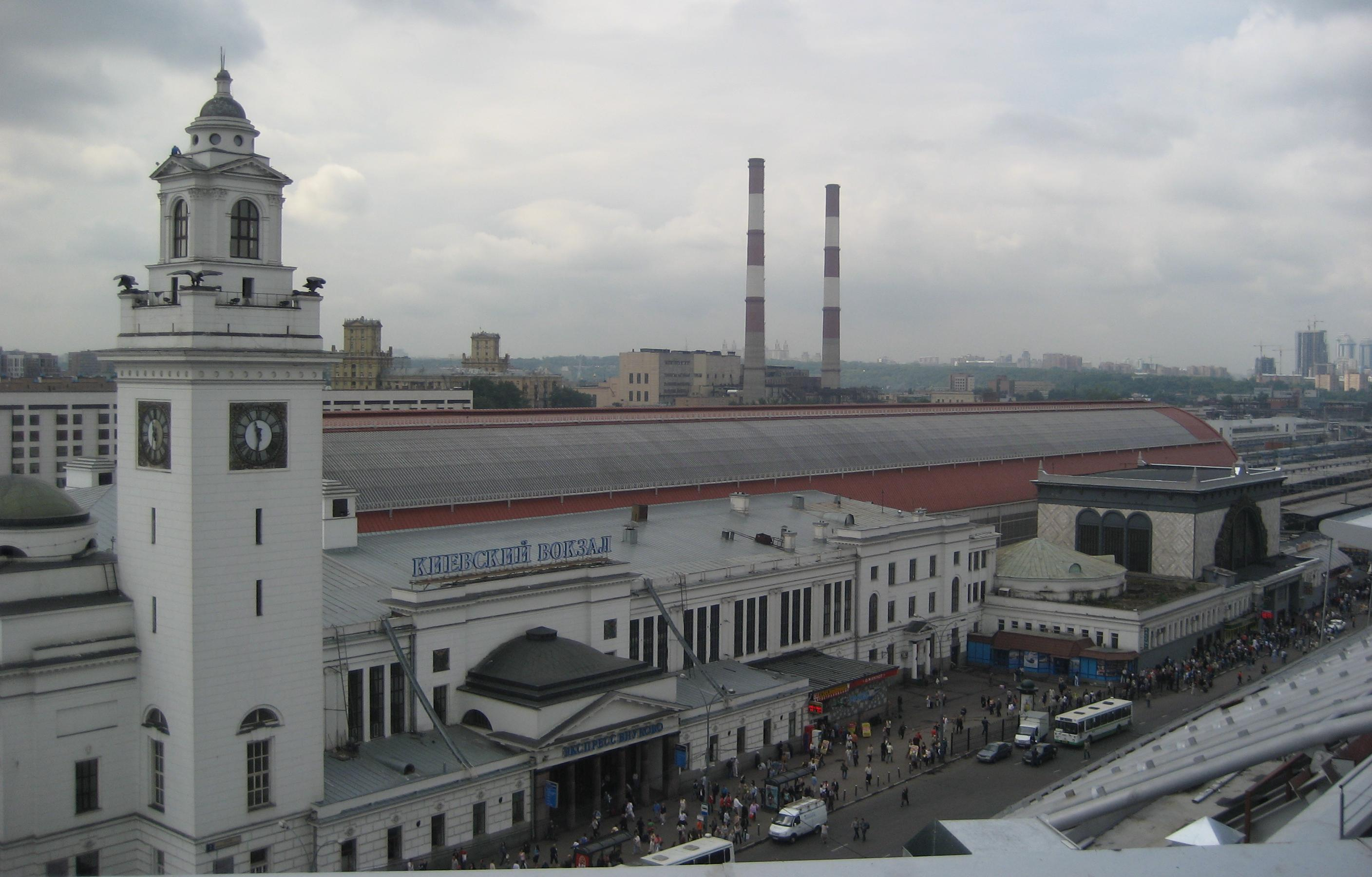
Vista general.
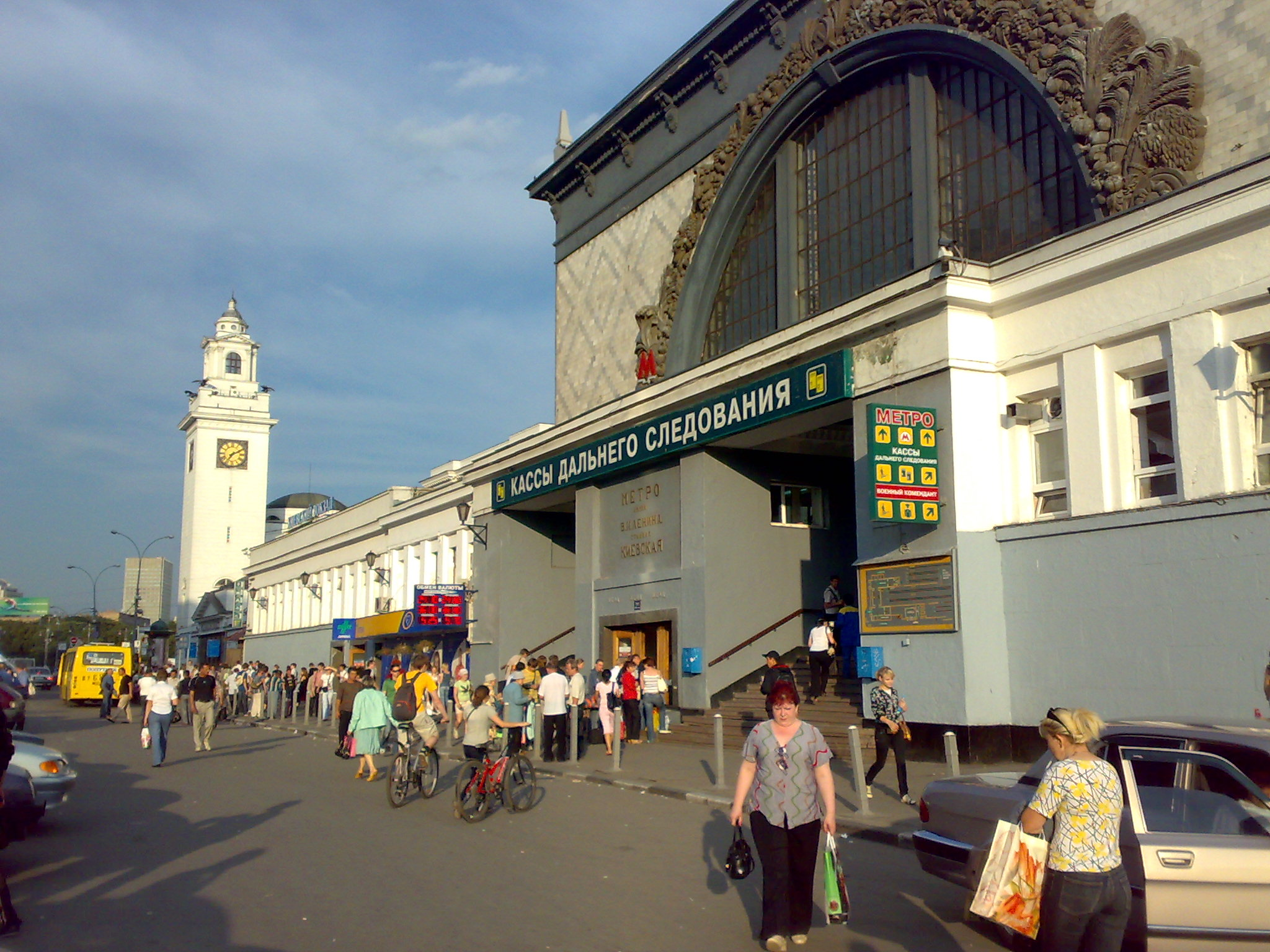
La estación desde el noroeste.
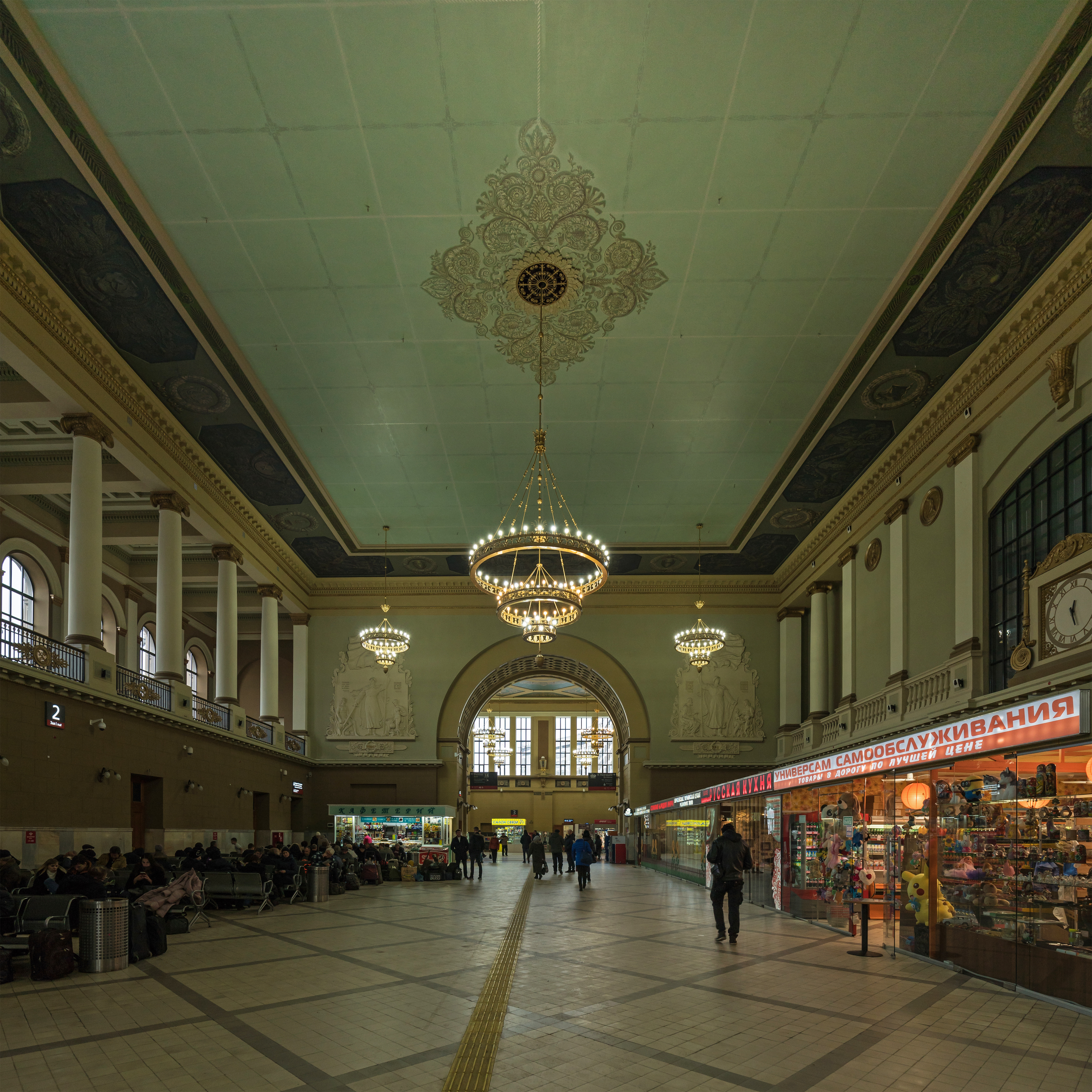
Interior de la estación.
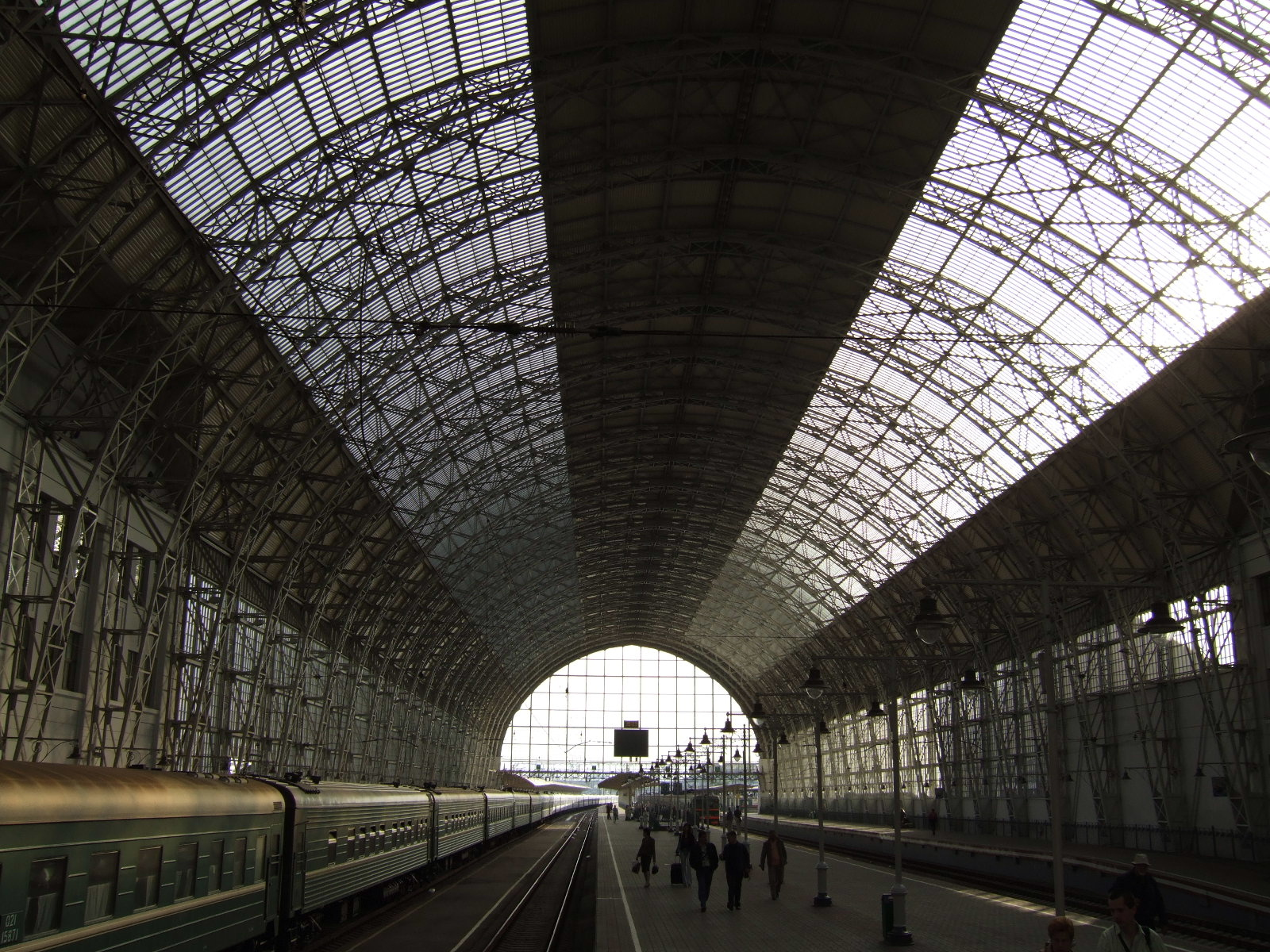
Interior de la estación.
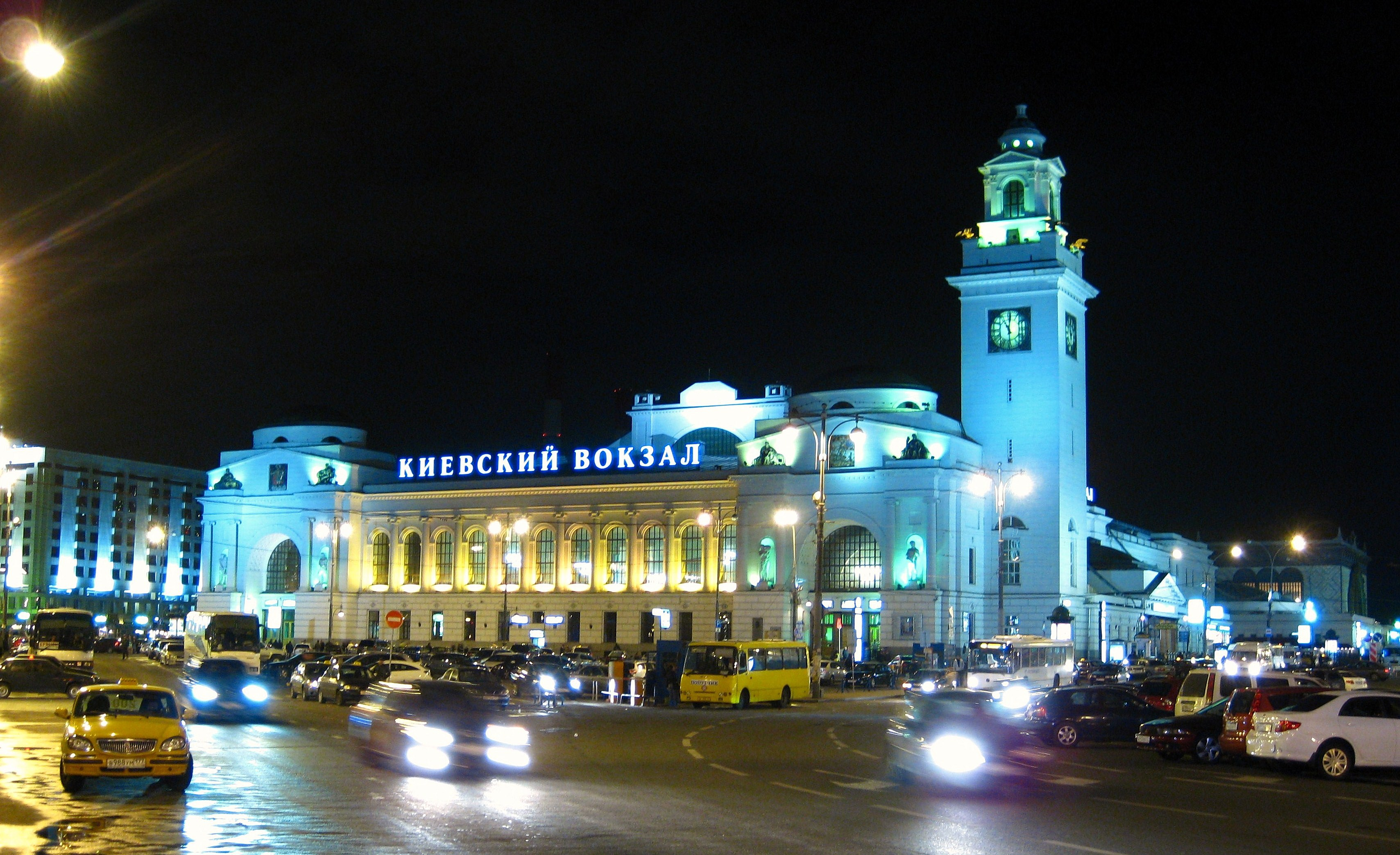
Imagen nocturna.